# Бійничі
Гаї Бі́йничі — село Дрогобицького району Львівської області.

## Географія
Село Гаї Бійничі входить до складу Дрогобицького району Львівської обл. До 2020 р. знаходилось у підпорядкуванні Нижньогаївської сільської ради. Тепер у Нижньогаївському старостинському окрузі Дрогобицької громади Дрогобицького району.
Село знаходиться на березі р. Чорнолози, за 15 км на південний схід від Дрогобича. Побутують різні варіантні назви: Забійнич, Бійничі, Гаї-Бійнич, Гаї-Бійничі. Назву виводять від слів «бій» і «нич» (нічого). Кажуть, ніби в княжий період тут відбувся бій між монголо-татарським загоном і кількома родинами, які жили на території нинішнього села, але після бою там нічого не знайшли. За переказами, колись у лісі за селом існувало укріплення з бійницями, сліди яких збереглися донині, всередині його поселилися кілька родин і дали початок Бійничу. В назві наголошують літеру «и». Межує з селами Гаями Верхніми (Потік), Гаями Нижніми, а також Ланівкою, Райловом Стрийського району. Мікротопоніми: На Багнах, Гра(о)нок, Вигін, Чапова, Шпакова, Бахова, Дмитрова, Ставище.

## Історія
Перша письмова згадка належить до 1409 р.
За ЛОАТП, село засновано в 1660 р. Селяни займались рільництвом, тваринництвом, ремеслами.
Історична дата утворення В 1650 році.
В 14 столітті молодий лицар з роду Коритків отримав Нижні Гаї в подарунок, а Гаї носили тоді вигляд просто купки хуторів і його маєток був між Березиною та Бійничами. На прохання Івана Коритка з Рихтич, у 1462 році на сеймі у Петркові право на володіння підтвердив Казимир IV Ягеллончик, а спадкоємцям Коритка — в 1605 році Сигізмунд III Ваза. Згадкою про часи Середньовіччя слугують залишки споруди оборонного значення за хутором Березина у лісі Вільшинка, де стояли панський маєток та церква XVI століття та оборонних валів, довжиною близько 100 метрів, у глибині лісу між Нижніми Гаями та новим поселенням Бригіданом, тобто на території Бійнич.
У 1830 р. році згадується назва хутору Забійничі, а не Бійнич.
Першу читальню «Просвіти» відкрито в 1906 р. — швидше ніж в Нижніх Гаях. При читальні був драматичний гурток. Нині в колишньому будинку читальні працює Народний дім.
На австро-угорській карті 1910 року на території Бійнич зазначено ще один хутір.
Через село тягнеться одна вулиця, яка носить ім'я свого героя Василя Николяка — голови проводу ОУН Дрогобицької області. Із здобуттям Україною незалежності односельчанами були зроблені деякі заходи щодо увічнення його пам'яті. Зокрема, 23 червня 1995 року депутатами сільської ради було прийнято рішення № 106 про перейменування в селі Гаї Нижні (Бійничі) вулиці Енгельса на вулицю Василя Николяка. А 14 жовтня 1995 року в Бійничах освячено пам'ятний знак на честь Василя Николяка та його односельчан-воїнів ОУН-УПА. На цю урочисту подію зібралися жителі села, гості з навколишніх сіл, приїхали родини Николяків, Грабарів тощо. Освячення здійснив парох села о. Анатолій Полянко. Після цього виходець з села полковник, командир військової частини в м. Стрий Зеновій Кравець зі своїми солдатами віддали військові почесті борцям за волю України.
22 липня 2012 року нижньогаївська громада урочисто відзначила 100-річчя від дня народження Василя Николяка. З нагоди цієї події в Бійничах було оновлено пам'ятний знак, виготовлено меморіальну таблицю, яку заздалегідь встановили на фасаді Народного дому.
Із встановленням у селі більшовицької адміністрації та введенням гарнізону НКВД відбувались сутички та збройні акції між повстанцями та більшовицькими окупантами. На території села та в його околицях упродовж 1944—1946 рр. діяли щонайменше дві підпільні боївки (кущі) на чолі з Галелюкою Павлом — «Богуном» з Гаїв Нижніх — Бійничі.
22 серпня 1944 року в Бійничах загинув у бою з військами НКВД один з провідних діячів ОУН і УПА, командир запілля УПА в 1943 р., голова Першої конференції представників поневолених Москвою народів (згодом — АБН), голова Першого Великого збору УГВР Ростислав Волошин-«Павленко» (1911—1944).
До 1939 р. налічувалось до 130 хат, проживало близько 600 осіб. Була кузня, олійня, крамниця. До 1939 р. існувала 4-класна школа. Від 1994 р. працює школа 1 ступеню.
За СРСР село належало до Нижньогаївської сільської ради. Землями користувався колгосп у Гаях Нижніх. Загальна площа земельних угідь — 852 га.
В 1992 році село змінило назву з Бійнич на Бійничі.
У 2007 р. проживало 255 осіб, з них 119 пенсіонерів.
Населення села становить 280 осіб.
Уродженець с. Гаї Бійничі Дрогобицького району Василь Кравець, збудував храм, каплицю, у стіну церкви заклали капсулу з фундаційною грамотою, у якій вказані імена будівничого Василя Кравця, пароха о. Анатолія і владики Юліана Вороновського. Юліан Вороновський вручив фундатору церкви В.Кравцю грамоту від митрополії УГКЦ, його глави кардинала Любомира Гузара.

Церква УГКЦ у селі Бійничі Дрогобицького району

27 квітня 2019 року до Національного музею «Тюрма на Лонцького» передано архів підпілля ОУН, знайдений між селами Ланівка і Бійничі.

## Населення

### Мова
Розподіл населення за рідною мовою за даними перепису 2001 року:
| Мова       | Кількість | Відсоток |
| ---------- | --------- | -------- |
| українська | 280       | 99.64%   |
| російська  | 1         | 0.36%    |
| Усього     | 281       | 100%     |

## Відомі люди
Народилися:
- Василь Николяк «Морський» (18 липня 1912 року в с. Нижні Гаї на хуторі Бійнич (Забійнич), нині с. Гаї Бійничі, помер у 1944 році — місце смерті невідоме) — голова проводу ОУН(б) Дрогобицької області. 3 липня 1941 року в Народному домі міста Дрогобич член проводу Василь Николяк оголосив про Акт відновлення Української Держави. 5 липня в дрогобицькій пресі опубліковано «Маніфест ОУН». Наступного дня на кількатисячному мітингу, що зібрався на площі перед церквою святого Юра, Василь Николяк повідомив про створення у Львові уряду української держави на чолі з прем'єром Ярославом Стецьком. Присутні на мітингу присягнули на вірність Україні.

Загинули:
- Волошин Ростислав «Горбенко» (3 листопада 1911, с. Озеряни, нині Дубенський район, Рівненська область — † 22 серпня 1944, с. Гаї Бійничі) — полковник Української повстанської армії, командант запілля УПА, заступник Головного командира УПА, Генеральний Секретар Внутрішніх Справ УГВР. Лицар Золотого Хреста Заслуги УПА.